# Миллуолл (футбольный клуб)
«Ми́ллуолл» (полное название — Футбольный клуб «Ми́ллуолл»; англ. Millwall Football Club; английское произношение: [ˈmɪlwɔːl 'futbɔ:l klʌb]) — английский профессиональный футбольный клуб, который базируется в Саут-Бермондси, Саутуарк, в юго-восточной части Лондона. Домашние матчи проводит на стадионе «Ден», вмещающем более 20 тысяч зрителей.
В настоящее время выступает в Чемпионшипе, втором по значимости дивизионе в системе футбольных лиг Англии.
Традиционная форма команды — синие футболки, белые шорты и синие гетры. Распространённое прозвище клуба среди болельщиков — «львы» («The Lions») или «докеры» («The Dockers»).

## История

### Конец XIX века
В 1885 году рабочие из компании «J.T. Morton» основали футбольный клуб «Миллуолл». Примечательно, что рабочие, докеры лондонского порта, преимущественно были шотландцами, так как компания «J.T. Morton» была сначала основана в городе Абердин, в 1849 году, и занималась поставками продовольствия с помощью парусных судов. Впоследствии, в 1870 году, шотландцы открыли в Лондоне (на Айл-оф-Догс) консервный завод и завод пищевой промышленности. Компания «J.T. Morton» привлекла рабочую силу со всех концов Британии, но основная масса докеров была родом с восточного побережья Шотландии. Именно благодаря своим шотландским корням, клуб обязан выбору традиционных цветов для формы команды — белому и синему (в честь флага Шотландии). Первым секретарём клуба стал семнадцатилетний Джаспер Секстон, сын владельца «Паба Островитянина» («The Islander Pub») на улице Тук, где команда проводила свои встречи, а первым председателем был выбран ирландский футболист и местный врач Уильям Мюррей-Лесли, который, что удивительно, никогда не играл за «Миллуолл».

### Первая половина XX века
В 1900 году команда достигла полуфинала Кубка Англии, и в это же время у клуба появилась эмблема со львом, которая не присутствовала на футболках до 1936 года, и девиз: «мы не боимся никакого противника, куда бы мы ни шли». В 1903 году клуб снова дошёл до полуфинала национального кубка, но добиться большего не смог, уступив на стадионе «Вилла парк» (при стечении сорока тысяч зрителей) «Дерби Каунти» со счётом 0:3. Изначально клуб назывался «Миллуолл Атлетик», но в 1910 году команда переехала на новый стадион «Ден» и руководство решило сократить название до нынешнего. Спустя десять лет, в 1920 году, «Миллуолл» стал официальным членом футбольной лиги Англии, а в первом матче лиги клуб на своём стадионе принимал «Бристоль Роверс» (интересен тот факт, что «Роверс» также стал последней командой, которая играла со «львами» на старом «Дене» в 1993 году). В 1928 году «Миллуолл» пробился во второй дивизион.
В начале 30-х годов в истории клуба произошла трагедия. В сезоне 1932/33 «Миллуолл» находился на седьмой строчке турнирной таблицы, но внезапно умер тренер команды Боб Хантер, что привело к семи поражениям подряд в концовке чемпионата, и клуб вылетел в низший дивизион. В 1937 году «Миллуолл» пробился в третий дивизион и снова дошёл до полуфинала Кубка Англии, но опять уступил, на этот раз «Сандерленду» со счётом 1:2. Год спустя клуб выиграл золото в чемпионате третьего дивизиона, а три игрока команды, впервые в истории клуба, были призваны в национальные сборные.

### Вторая половина XX века
Послевоенные годы оказались для клуба весьма неудачными. «Миллуолл» вылетел из третьего дивизиона, но при этом попал в историю как один из основателей четвёртого. 60-е годы для клуба были весьма насыщенными. «Львы» постоянно скитались по дивизионам, однако умудрились установить рекорд по количеству домашних побед. Период скитаний продолжался в течение 70-х и вплоть до начала 80-х годов. В 1986 году полной неожиданностью для клуба был уход главного тренера Джорджа Грэма в лондонский «Арсенал», однако новый специалист Джон Догерти смог добиться немалых успехов. При нём «Миллуолл» попал в элиту английского футбола. В те времена в команде блистали нападающие Тони Каскарино и Тедди Шерингем, которые впоследствии стали легендами британского футбола. В дебютном сезоне 1988—1989 годов «Миллуолл» довольно удачно выступил, лидировав некоторое время, команда в итоге заняла 10-е место. Однако долго держаться в высшем дивизионе команда не смогла, и в следующем сезоне клуб покинул элиту.
Впоследствии был уволен Догерти, а на его смену был приглашён Брюс Риоч.
Под руководством нового тренера «Миллуолл» оказался в одном шаге от возвращения в высший дивизион, но в финале плей-офф команда уступила «Ковентри Сити» со счётом 0:1. Однако в том же сезоне удалось установить новый клубный рекорд: Тедди Шерингем забил 37 мячей за сезон (рекорд был побит лишь 20 января 2007 года Нилом Харрисом). 4 августа 1993 года состоялось торжественное открытие нового домашнего стадиона — «Нью Ден». Первым соперником «Миллуолла» на новой арене был лиссабонский «Спортинг», которым тогда руководил сэр Бобби Робсон. Расходы на новый стадион и модернизацию структуры клуба сильно ударили по карману «Миллуолла». Финансовые трудности стали закономерным результатом, так как по сути новый стадион был не нужен клубу. Руководство «Миллуолла» таким образом пыталась побороть дурную славу, которую клуб снискал из-за буйного нрава своих фанатов, намереваясь начать новую историю на «Нью Дене» (в переводе с анг. — «новое логово»). Однако новая история началась с неудач и команда вылетела во второй дивизион.

### Начало XXI века
В начале нового столетия «Миллуолл» пробился в Чемпионшип, а потом также попал в плей-офф, но проиграл «Бирмингему». В конце 2003 года бывший капитан лондонского «Челси» Деннис Уайз стал играющим тренером команды. В том сезоне перед Уайзом встал выбор: бороться за национальный кубок или за выход в Премьер-лигу. В итоге выбор пал на кубок — новому тренеру удалось впервые в истории клуба вывести команду в финал Кубка Англии, где команда проиграла «Манчестер Юнайтед» (0:3). Это стало самым значимым успехом «Миллуолла». На следующий сезон клуб получил право выступить в Кубке УЕФА (как финалист Кубка Англии), но дебют, к разочарованию болельщиков, оказался провальным (проигрыш «Ференцварошу» в первом раунде — 1:1, 1:3), а в Чемпионшипе команда заняла лишь десятое место. В итоге Деннис Уайз был уволен, а его уход привёл к распаду команды. В сезоне 2005/06 годов «львы» вылетели в Лигу 1, сменив по ходу сезона 5 главных тренеров.
В следующем сезоне «Миллуолл» оказался на грани вылета в Лигу 2. Chestnut Hill Ventures — консорциум, возглавляемый американцем Джоном Берилсоном — выделил клубу 5 миллионов фунтов, а новым тренером в сентябре 2007 года стал Кенни Джакетт — бывший помощник Иана Холловея в КПР. Выиграв плей-офф Лиги 1 в сезоне 2009/10, «Миллуолл» обрёл стабильность и вернулся в Чемпионшип. В сезоне 2012/13 «Миллуолл» дошёл до полуфинала Кубка Англии, где уступил «Уигану» (0:2), но Джакетт покинул команды после 6 лет управления. Новым тренером стал Стив Ломас, который, будучи ещё игроком, выступал и был капитаном заклятого врага «Миллуолла» — «Вест Хэма», что вызвало недовольство болельщиков. Через полгода Ломас был уволен за плохие результаты. В клуб пришёл Иан Холлоуэй и помог оставить клуб в Чемпионшипе в сезоне 2013/14. Однако результаты команды в следующем сезоне остались удручающими, и Холлоуэй был уволен. Команда вылетела в Лигу 1, а новым тренером стал Нил Харрис — рекордсмен «Миллуолла» по количеству голов за команду (138 во всех турнирах).

## Достижения
- Второй дивизион
  - Победитель (2): 1987/1988, 2000/2001
- Третий дивизион
  - Серебряный призёр (2): 1965/1966, 1984/1985
- Четвёртый дивизион
  - Победитель: 1961/1962
  - Серебряный призёр: 1964/1965
- Кубок Англии
  - Финалист: 2004
- Трофей Футбольной лиги
  - Финалист: 1999[англ.]

## Противостояния
Среди 92 клубов английской лиги «Миллуолл» занимает восьмое место по числу принципиальных соперников, к которым относятся команды Вест Хэм Юнайтед, Джиллингем, Кристал Пэлас, Лидс Юнайтед и Портсмут
Созданное футбольными хулиганами «Миллуолла» в 1960—1970 хх. импровизированное оружие из скрученной газеты ныне известно как Миллуоллский кирпич.

### Противостояние с Вест Хэм Юнайтед
См. также: Беспорядки в Аптон Парк (2009)
Принципиальнейшим соперником для болельщиков Миллуолла является Вест Хэм Юнайтед, игры между ними также известны как дерби докеров В последние годы эти клубы редко встречаются из-за пребывания в разных дивизионах; больше всего матчей (60 игр) между ними было сыграно в период с 1899 по 1915 год. Всего статистика насчитывает 99 матчей, в которых Миллуолл победил 38 раз, сыграл вничью 27 раз и проиграл 34 раза. Несмотря на неоднократные столкновения болельщиков и призывы проводить игры при пустых трибунах, последняя встреча в сезоне 2011—2012 Чемпионшипа прошла относительно спокойно. Жизнь фанатов «Миллуолла» и их борьба с болельщиками «Вест Хэма» неоднократно экранизировалась (фильмы «Хулиганы Зелёной улицы», «Фабрика футбола» и «Фирма» (1988) и его ремейк Фирма (2009)).

### Дерби Южного Лондона
Под южнолондонским дерби подразумевают игры между командами «Чарльтон Атлетик», «Кристал Пэлас», «Миллуолл» и «Уимблдон». Иногда соперничество между «Чарльтоном» и «Миллуоллом» называют Дерби Юго-Восточного Лондона, так как стадионы обеих команд располагаются менее чем в четырёх милях друг от друга. Последний раз эти две команды сыграли в 2017 году, игра окончилась ничьей со счётом 0-0 на Вэлли. С момента первого матча в 1921 году, в этом противостоянии Миллуолл выиграл 35, сыграл вничью 26 и проиграл 12 раз. Львы остаются непобеждёнными в последних десяти играх с Чарльтоном (пять побед и пять ничьих), длящихся 21 год. Последняя победа Красной армии состоялась в марте 1996 года на Вэлли. Последние игры «львов» и «орлов» (прозвище Кристал Пэлас) состоялись в Чемпионшипе в сезоне 2012—2013, оба раза фиксировалась ничьи: 0-0 на Дене и 2-2 на Селхерст Парк.
С 1906 года команды сыграли почти 100 матчей, из которых Миллуолл победил в 39, сыграл вничью в 29 и проиграл в 29 играх. По состоянию на 2018 год три команды были в разных лигах: Кристал Пэлас пребывал в премьер-лиге, Миллуолл находился в Чемпионшипе, Чарльтон присутствовал в Лиге 1.